# Сарва
Са́рва (рос. Сарва, башк. Саруа) — присілок (у минулому селище) у складі Нурімановського району Башкортостану, Росія. Адміністративний центр та єдиний населений пункт Сарвинської сільської ради.
Населення — 271 особа (2010; 360 у 2002).
Національний склад:
- башкири — 50 %